# Le Grand Enlèvement
Pour plus de détails, voir Fiche technique et Distribution.
Le Grand Enlèvement (大誘拐, Dai yūkai) est un film japonais réalisé par Kihachi Okamoto, sorti en 1991.

## Synopsis
Trois hommes enlèvent la matriarche d'une riche famille.

## Fiche technique
- Titre : Le Grand Enlèvement
- Titre original : 大誘拐 (Dai yūkai)
- Réalisation : Kihachi Okamoto
- Scénario : Kihachi Okamoto d'après le roman de Shin Tendō
- Musique : Masaru Satō
- Photographie : Masahiro Kishimoto
- Montage : Akimasa Kawashima et Akira Suzuki (ja)
- Production : Takahide Morichi
- Société de production : Fuji Eight Company, Kihachi Productions et Nichimen
- Pays :  Japon
- Genre : Comédie
- Durée : 120 minutes
- Dates de sortie : 
  - Japon : 15 janvier 1991

## Distribution
- Tanie Kitabayashi : Mme. Toshiko « Toji » Yanagawa
- Tōru Kazama : Kenji Tonami, dit Thunder
- Hiroshi Nishikawa : Heita Miyake, dit Rain
- Katsuyasu Uchida : Masayoshi Akiba, dit Wind
- Shigeru Kōyama : Kunijiro Yanagawa, le premier fils
- Kumi Mizuno : Kanako Yanagawa, la première fille
- Ittoku Kishibe : Daisaku Yanagawa, le second fils
- Kōen Okumura : Anzai, le chauffeur
- Hideyo Amamoto : Kushida, la majordome
- Reiko Matsunaga : Kimi, la femme de chambre
- Nami Tamura : Eiko Yanagawa, la seconde fille
- Mami Okamoto : Kuniko
- Shōji Ōki : un officier de police
- Ren Yamamoto : un officier de police
- Minori Terada : le narrateur
- Hirotarō Honda : Takano, le gardien
- Yū Fujiki : le président de Wakayama Broadcasting
- Kazuyuki Matsuzawa : Naganuma
- Isao Hashimoto : Kamada
- Raita Ryū : Sakuma
- Kyūsaku Shimada : Tokyo
- Kirin Kiki : Kura « Ku-chan » Nakamura
- Ken Ogata : l'inspecteur Daigoro Igari

## Distinctions
Le film a été nommé pour onze Japan Academy Prizes et en a remporté quatre : meilleure actrice pour Tanie Kitabayashi, meilleur réalisateur, meilleur scénario et meilleur montage.